# 29 януари
29 януари е 29-ият ден в годината според григорианския календар. Остават 336 дни до края на годината (337 през високосна година).

## Събития
- 1765 г. – Софроний Врачански завършва в Котел първия препис на История славянобългарска.
- 1781 г. – Операта „Идоменей“ на Моцарт е показана за пръв път на парижка сцена.
- 1795 г. – В САЩ е приет закон, който позволява приемането на американско гражданство едва след 5 години пребиваване в страната.
- 1805 г. – Василий Каразин основава Харковският университет – в града, в който днес има 30 висши училища и 60 научни института.
- 1845 г. – Най-известната творба на американския писател Едгар Алън По – поемата „Гарванът“ е публикувана във вестник „Ню Йорк Ивнинг Мирър“.
- 1856 г. – Кралица Виктория (Обединено кралство) учредява най-високата военна награда на страната Кръст Виктория.

- 1861 г. – Канзас става 34-тият щат на САЩ.
- 1866 г. – В румънския град Браила е организирано представление на пиесата на Добри Войников „Стоян войвода“.
- 1878 г. – Освобождение на градовете Търговище и Кюстендил от османско владчество – последни на територията на Княжество България.
- 1886 г. – Германският инженер Карл Бенц патентова първия автомобил с бензинов двигател.
- 1889 г. – Избран е първият ректор на Висшето училище в София – Александър Теодоров-Балан.
- 1896 г. – Американският физик Емил Грубе за първи път в света използва радиоактивно облъчване за лечение на рак.
- 1899 г. – В Болшой театър се състои премиерата на балета „Спящата красавица“ от Пьотър Чайковски.
- 1908 г. – Съставено е тридесетото правителство на България, начело с Александър Малинов.
- 1916 г. – Първата световна война: Германия извършва първия боен полет на дирижабъл над Париж.
- 1916 г. – Първата световна война: Двадесет и трети пехотен шипченски полк на Българската армия, под командването на капитан Серафимов, заема Елбасан.
- 1926 г. – В съветските учебни заведения е въведена задължителната военна подготовка.

- 1944 г. – Втората световна война: Англо-американската бомбардировъчна стратегическа авиация срива църквата „Дева Мария на Българите“ или „Богородица на Българите“ в кампуса на Болонския университет.
- 1944 г. – Втората световна война: САЩ пускат на вода най-големия си линеен кораб – Мисури (използван до 1992 г.).
- 1949 г. – Великобритания официално признава Израел за независима държава.
- 1959 г. – За пръв път на екрана се появява анимационен филм на Уолт Дисни – „Спящата красавица“.
- 1964 г. – Олимпийски игри: Открити са IX зимни олимпийски игри в Инсбрук, Австрия.
- 1970 г. – Папа Павел VI за пръв път в историята на папството провежда срещи с комунистически дейци.
- 1978 г. – Швеция за първи път въвежда ограничения за производството на аерозоли, поради пагубното им влияние върху озоновия слой.
- 1990 г. – Бившият държавен глава на България Тодор Живков е арестуван в обвинение за насилствена смяна на имената на българските турци и принуждаване към изселване.
- 2000 г. – В казино в Лас Вегас е спечелена най-голямата дотогава сума от игрален автомат – 35 млн. долара.
- 2002 г. – В своето годишно обръщение към Конгреса на САЩ американският президент Джордж Уокър Буш описва „режимите, които спонсорират терора“ като „ос на злото“, в която той включва Ирак, Иран и Северна Корея.
- 2025 г. – Самолетът при полет 5342 на „Американ Ийгъл“ се сблъсква във въздуха със „Сикорски UH-60 Блек Хоук“, на армията на САЩ, и се разбива в река Потомак, умират всички 67 души на борда на двете машини.

## Родени
- 1688 г. – Емануел Сведенборг, шведски учен и философ († 1772 г.)
- 1700 г. – Даниел Бернули, швейцарски математик († 1782 г.)
- 1832 г. – Николай Игнатиев, руски дипломат († 1908 г.)
- 1843 г. – Уилям Маккинли, 25-и президент на САЩ († 1901 г.)
- 1860 г. – Антон Чехов, руски писател († 1904 г.)
- 1866 г. – Ромен Ролан, френски писател, Нобелов лауреат през 1915 г. († 1944 г.)
- 1867 г. – Висенте Бласко Ибанес, испански писател и политик († 1928 г.)
- 1868 г. – Александър Бърнев, български военен деец († 1922 г.)
- 1888 г. – Сидни Чапман, британски математик и геофизик († 1970 г.)
- 1893 г. – Милка Ламбрева, българска драматична актриса († 1943 г.)
- 1900 г. – Александър Занков, български скулптор († 1982 г.)
- 1904 г. – Георги Атанасов, български художник († 1952 г.)
- 1912 г. – Стефан Гечев, български поет († 2000 г.)
- 1921 г. – Иван Пановски, български народен певец († 1998 г.)
- 1922 г. – Виктор Яшин, руски летец († 1952 г.)
- 1923 г. – Илия Делчев, български аграрен учен
- 1924 г. – Луиджи Ноно, италиански композитор († 1990 г.)
- 1926 г. – Абдус Салам, пакистански физик, Нобелов лауреат през 1979 († 1996 г.)
- 1931 г. – Ференц Мадъл, президент на Унгария († 2011 г.)
- 1931 г. – Герт Хофман, немски писател († 1993 г.)
- 1934 г. – Димчо Рошманов, български деятел († 2019 г.)
- 1938 г. – Иван Кръстев, български политик
- 1939 г. – Георги Минчев, български композитор
- 1944 г. – Стоян Йорданов, български футболист
- 1945 г. – Стоян Коцев, български футболист и треньор († 2012 г.)
- 1945 г. – Том Селек, американски актьор
- 1947 г. – Дейвид Байрън, британски рокмузикант († 1985 г.)
- 1947 г. – Линда Бък, американска биоложка, Нобелова лауреатка през 2004 г.
- 1947 г. – Младен Кучев, български щангист
- 1947 г. – Спартак Паскалевски, български художник и изкуствовед
- 1950 г. – Джоди Шектър, южноафрикански пилот от Формула 1
- 1951 г. – Сашо Касиянов, български музикант, композитор, педагог, радиоводещ и шоумен († 2012 г.)
- 1953 г. – Тереса Тен, тайванска певица († 1995 г.)
- 1954 г. – Греди Асса, български художник
- 1954 г. – Опра Уинфри, американска тв журналистка
- 1966 г. – Максим Длуги, американски шахматист
- 1966 г. – Ромарио, бразилски футболист
- 1969 г. – Сам Трамел, американски актьор
- 1970 г. – Добрин Рагин, български футболист
- 1970 г. – Петър Малинов, български футболист
- 1970 г. – Хедър Греъм, американска актриса
- 1972 г. – Татяна Захова, българска актриса
- 1976 г. – Антонио Милошоски, политик
- 1978 г. – Мартин Шмит, германски ски скачач
- 1979 г. – Андрю Кийгън, американски актьор
- 1980 г. – Иван Класнич, хърватски футболист
- 1982 г. – Адам Ламбърт, американски актьор и певец

## Починали
- 1180 г. – Собеслав II, Херцог на Бохемия (* 1128 г.)
- 1730 г. – Петър II, император на Русия (* 1715 г.)
- 1814 г. – Йохан Готлиб Фихте, германски философ (* 1762 г.)
- 1820 г. – Джордж III, крал на Обединеното кралство (* 1738 г.)
- 1847 г. – Атанасиос Христопулос, гръцки поет и учен (* 1772 г.)
- 1898 г. – Христо Иванов-Големия, български революционер и политик (* 1838 г.)
- 1899 г. – Алфред Сисле, френски художник от английски произход (* 1839 г.)
- 1906 г. – Кристиан IX, крал на Дания (* 1818 г.)
- 1912 г. – Херман Банг, датски писател (* 1857 г.)
- 1919 г. – Франц Меринг, германски политик, философ и естет (* 1846 г.)
- 1934 г. – Фриц Хабер, германски химик, Нобелов лауреат през 1918 г. (* 1868 г.)
- 1941 г. – Йоанис Метаксас, гръцки политик и държавник (* 1871 г.)
- 1951 г. – Павел Шатев, български революционер (* 1882 г.)
- 1955 г. – Владимир Бъчваров, български лекар (* 1896 г.)
- 1963 г. – Робърт Фрост, американски поет (* 1874 г.)
- 1970 г. – Базил Лидъл Харт, британски историк и стратег (* 1895 г.)
- 1982 г. – Цветан Ангелов, български писател (* 1922 г.)
- 1986 г. – Л. Рон Хъбард, американски писател (* 1911 г.)
- 1992 г. – Уили Диксън, американски блус музикант (* 1915 г.)
- 1993 г. – Густав Хасфорд, американски писател (* 1947 г.)
- 2004 г. – Джанет Фрейм, новозеландска писателка (* 1924 г.)
- 2006 г. – Януш Вазов, български сценарист (* 1927 г.)
- 2013 г. – Велиян Парушев, български футболист (* 1968 г.)

## Празници
Целият свят
- Световен ден за помощ на болните от проказа (за високосна или обикновена година, започваща в неделя, отбелязва се от 1954 г. в последната неделя на месеца)

България
- Професионален празник на работещите в системата на главна дирекция „Изпълнение на наказанията“ към Министерството на правосъдието (Обявен с Решение 862 на 15 декември 2006 г.)
- Празник на град Търговище (от 1993 до 2015 г.) и на град Кюстендил (от 2009 г.)

Други държави
- Гибралтар – Ден на конституцията (от 1969 г.)
- Италия – Празник на град Агрополи